# Жужжалка
Жужжа́лка, фу́рфалка, фу́фарка, фу́ркалка, фурчалка — распространённая[где?] деревенская детская игрушка, изготовленная из хрящевой кости свиньи и протянутой сквозь неё связанной кольцом верёвки, так что с обеих концов получались петли. 
Также Брунча́лка (ж.) гуда́лка, буркалило, жужжалка; косточка либо дощечка, вздернутая на веревочку и урчащая, если завивать и растягивать веревочку; игрушка.

## История
Название происходит от характерного звука, который издает эта игрушка. Играли на ней так: брали двумя руками за петли и накручивали тугой узел, пока не зажимало пальцы. После этого разводили руки и кость начинала быстро раскручиваться и снова закручиваться, издавая характерные низкочастотные звуки урчания. Принцип работы маятника.
Напоминает пуговицу дяди Цезаря (см. О. Генри «Город без происшествий»).

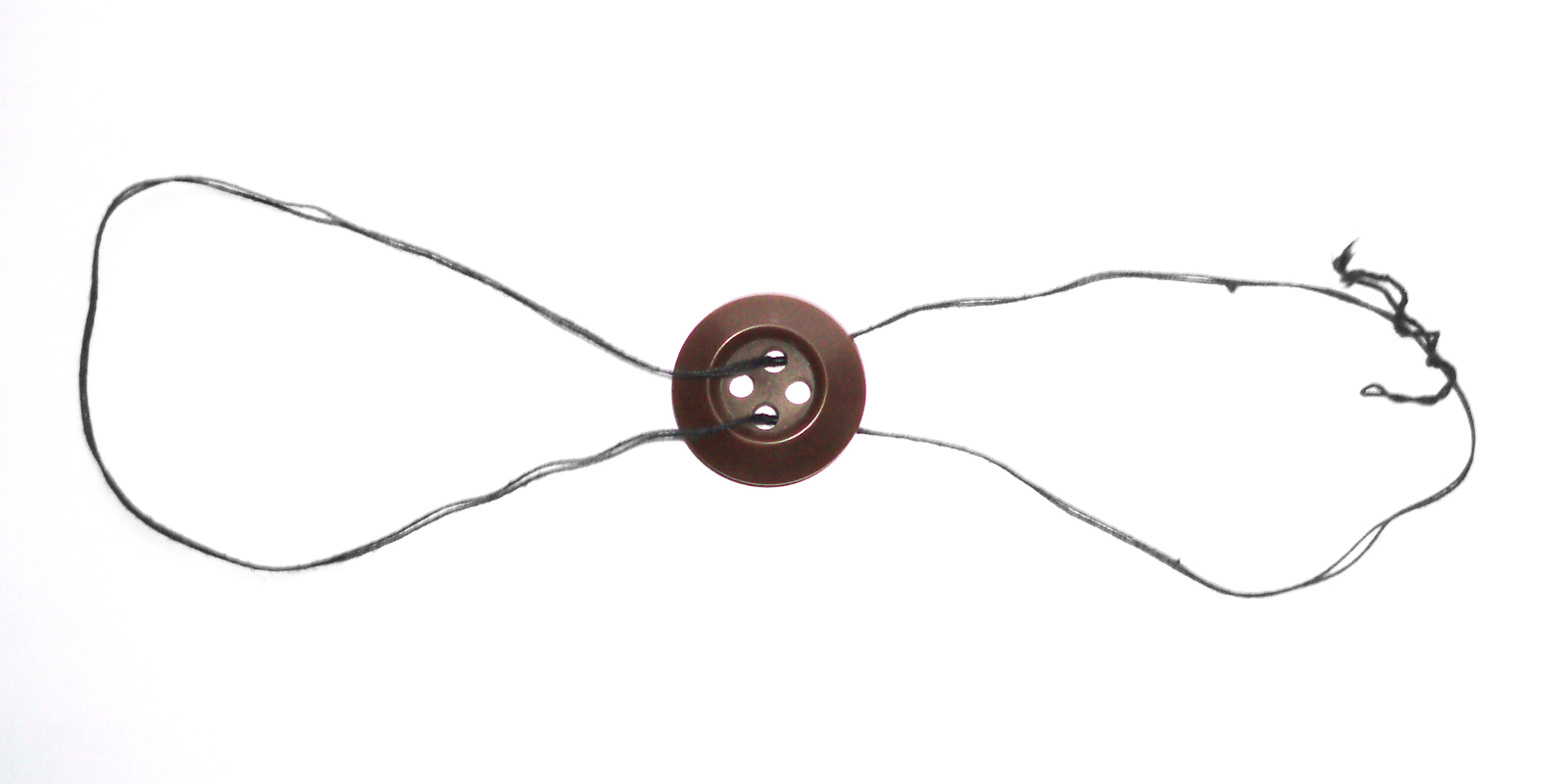
Фуркалка с пуговицей

Известно использование слова фурфалка в фразе «сделай из него/неё фурфалку» по отношению к испорченной, ненужной вещи, что означает совет выбросить (фурнуть, фуркнуть) её. Также словом фуркалка называют любую вещь, издающую похожий звук: зажигалку, двигатель.